# Dung'unyi
Dung'unyi ist ein Verwaltungsbezirk (englisch Ward) des Distrikts Ikungi in der tansanischen Region Singida.

## Geografie
Dung'unyi ist ein Bezirk im nördlichen Zentralteil von Tansania etwa 30 Kilometer Luftlinie südlich der Regionshauptstadt Singida. Bei der Volkszählung 2022 lebten 12.786 Menschen in 2562 Haushalten auf einer Fläche von 110 Quadratkilometern.
Der Bezirk grenzt an sieben Bezirke des Distrikts Ikungi:
|        | Puma                                        | Makiungu |
| Isseke | Kompassrose, die auf Nachbargemeinden zeigt | Lighwa   |
| Ikungi | Unyahati                                    | Unyahati |

## Gliederung
Der Bezirk besteht aus fünf Gemeinden (swahili Mtaa) mit 28 Orten (Kitongoji):
| Dung'unyi - Dung’unyi - Nkungi - Minang’ana | Munkinya - Ng’ongosoa - Ikutu - Huu - Mpipiti - Msuna - Mkhoa - Miyombwe - Maseke - Muhimbili - Misati | Kipumbuiko - Pumburi - Ntunduu - Nkuhi - Kipumbuiko - Hurua A - Mungumu | Samaka - Makie - Minyaa - Mamaja - Mamane - Digidigi | Damankia - Mlungu - Usaghata - Itumbi - Mju |

## Wirtschaft und Infrastruktur
- Landwirtschaft: Im Bezirk werden 13.000 Rinder, 13.000 Ziegen, 2000 Schafe und 97.000 Hühner gehalten (Stand 2016).[8]
- Bildung: Im Bezirk gibt es drei weiterführende Schulen.[9] Die Dadu Secondary School und die Munkinya Secondary School sind staatliche Tagesschulen mit einer Ausbildung bis zur 4. Stufe.[10][11] Die Dung’Unyi Seminary Secondary School ist eine von der römisch-katholischen Kirche geführte Internatsschule, die Jugendliche bis zur 6. Stufe ausbildet.[12]
- Gesundheit: In der Gemeinde Dung'unyi liegt eine staatliche Apotheke.[13]
- Straße: Den Bezirk durchquert die asphaltierte Nationalstraße T3, die Singida im Norden mit Manyoni im Süden verbindet.[14]